# Condorman
Pour plus de détails, voir Fiche technique et Distribution.
Condorman est un film britannique réalisé par Charles Jarrott, sorti en 1981.

## Synopsis
Woody, un dessinateur américain, travaille à Paris où il imagine les aventures du super-héros Condorman, non sans s'assurer auparavant que les exploits de son personnage sont réalistes. Il n'hésite ainsi pas à se jeter du haut de la tour Eiffel avec le costume de Condorman avant de finir son vol dans la Seine.
Lorsque son ami Harry, qui travaille pour la CIA, doit engager un civil américain pour livrer des documents à Istanbul, il fait appel à Woody. Celui-ci accepte et accomplit sa mission avec brio en se faisant passer pour un agent secret opérant sous le nom de « Condorman ». Il fait à cette occasion la connaissance de la belle Natalia, une espionne russe, qui révèle bientôt l'existence de Condorman au KGB.
De retour à Paris, Woody est chargé d'une nouvelle mission : aider l'agent russe nommé "the bear" à passer à l'Ouest. Il refuse d'abord, par crainte du danger, avant de se raviser lorsqu'il apprend que l'agent n'est autre que Natalia. Woody réclame alors à la CIA l'équipement qu'il a imaginé pour son héros Condorman afin d’acquitter sa mission.
Woody part alors en Yougoslavie afin d'exfiltrer Natalia. Déguisé en gitan il la retrouve dans un fort en ruine. Ils se font immédiatement repérer mais arrivent à s'échapper à l'aide de sa cane gadget puis à bord d'une vieille camionnette. La défection de Natalia arrive aux oreilles de Krokov, le supérieur de Natalia au KGB qui envoie à leurs trousses l'agent Morovich.
À la tête de 4 Porsche 911 noires, celui-ci poursuit avec sa Porsche 935 noire Woody et Natalia. Mais leur camionnette cache en réalité une voiture à réaction (une Nova Sterling modifiée) remplie de gadgets (lasers, lance-flamme, etc.). Woody se débarrasse un à un de ses poursuivants. Il ne reste plus que Morovich qui ne peut rien quand la voiture de Condorman se transforme en aéroglisseur et fuit sur un plan d'eau.
Cela déclenche la fureur de Krokov quand il apprend que Condorman n'est qu'un dessinateur. Il donne une dernière chance à Morovich tandis que Woody et Natalia se retrouvent dans les alpes Italiennes. Il se font arrêter et emprisonner par la police Italienne pour un meurtre à Monte-Carlo monté de toutes pièces par Krokov. Harry, déguisé en policier monégasque les fait évader pour tomber sur Morovich qui reprend sa poursuite. Ils parviennent encore à lui échapper et atteignent un village de montagne où ils passent la nuit. Natalia découvre dans les comics des enfants du village que Wooody est en fait dessinateur.
Alors qu'ils allaient atteindre le sommet de la montagne, Morovich tire sur Harry et Woody tandis que Natalia est embarquée par Krokov en hélicoptère. Elle se retrouve dans la villa monégasque de Krokov sans espoir de fuite.
Woody convainc Harry de donner une chance à Natalia. Il se déguise en riche émir pour infiltrer une réception donnée par Krokov et profitant d'une diversion d'Harry se précipite avec Natalia sur un balcon d'où ils décollent en utilisant le costume de Condorman au-dessus du port de Monaco. Ils rejoignent Harry au port et prennent un puissant catamaran de course aux couleurs de Condorman pour fuir. Ils sont instantanément pris pour cible par les embarcations rapides des hommes de main de Krokov. Le fusil laser embarqué de Condorman réplique aux lance-fusées de Krokov. Une fois débarrassé des poursuivants, Condorman fait face au bateau de Morovich et Krokov. Il ne doit son salut qu'après avoir été hélitreuillé par un hélicoptère de la CIA, ce qui coute la vie à Morovich et laisse Krokov dans l'eau.
Épilogue: Natalia, Woody et Harry se retrouvent dans un stade à regarder un match des Dodgers à Los Angeles, le supérieur d'Harry l'autorise alors à proposer une autre mission à Woody.

## Fiche technique
- Titre : Condorman
- Réalisation : Charles Jarrott, Anthony Squire (seconde équipe)
  - Assistants réalisateurs :  Richard Learman, Denys Granier-Deferre, Paul Feyder,
- Scénario : Marc Stirdivant, Mickey Rose d'après le roman L'Espion du dimanche (The Game of X) de Robert Sheckley
- Animation : Michael Cedeno (générique), Jack Boyd (Effets d'animation)
- Musique : Henry Mancini,
- Photographie : Charles F. Wheeler, Godfrey Godar (seconde équipe), Pierre Boffety (assistant), Philippe Houdart (assistant seconde équipe), Jacques Mironneau (cadreur)
- Montage : Gordon D. Brenner (image), Ben F. Hendricks (son), Jack Wasdworth (musique)
- Costumes : Kent James, Jean Zay
- Maquillage : Robert J. Schiffer (supervision), Dan Striepeke
- Coiffure : Alex Archambault
- Cascade : Rémy Julienne (supervision)
  - Cascadeurs : Dominique Julienne, Michel Julienne, Rémy Julienne, Jean-Claude Lagniez, Colin Skeaping, Marc Wolf
- Décor : Albert Witherick
- Directeur artistique : Marc Frederix
- Effets spéciaux : Art Cruickshank (supervision), Chris Corbould (technicien), Ken Speed (post-production)
- Son : Herb Taylor (superviseur), William Sivel (mixage),
- Production : Jan Williams, Philippe Modave (France), Callum McDougall (assistant)
  - Responsable de production : John D. Bloss, Antoine Crampin, Charis Horton
  - Producteur exécutif : Ron Miller
  - Producteur associé : Hugh Attwooll
- Société de production : Walt Disney Productions
- Société de distribution : Buena Vista Distribution Company
- Pays :  Royaume-Uni
- Langue : anglais
- Format : Couleurs (Technicolor) - 2,35:1 - 35 mm - Son : Dolby
- Genre : Aventures, Comédie, Action
- Durée : 90 min
- Dates de sortie : 
  - Royaume-Uni : 2 juillet 1981
  - États-Unis : 7 août 1981
  - France : 28 octobre 1981

Sauf mention contraire, les informations proviennent des sources concordantes suivantes : Leonard Maltin, Mark Arnold et IMDb

## Distribution
- Michael Crawford (VF : Pierre Arditi) : Woodrow « Woody » Wilkins / Condorman
- Oliver Reed (VF : Féodor Atkine) : Krokov
- Barbara Carrera (VF : Évelyn Séléna) : Natalia Rambova
- James Hampton (VF : Philippe Dumat) : Harry Oslo
- Jean-Pierre Kalfon : Morovich
- Dana Elcar (VF : Raoul Delfosse) : Russ Devlin
- Vernon Dobtcheff : l'agent russe
- Robert Arden : le patron de la CIA

Sauf mention contraire, les informations proviennent des sources concordantes suivantes : Leonard Maltin, Mark Arnold et IMDb

## Production

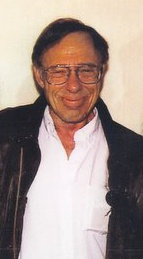
L'auteur Robert Sheckley au milieu des années 1990

L'histoire est vaguement inspirée du roman L'Espion du dimanche (The Game of X) de l'auteur de science-fiction américain Robert Sheckley, publié en 1965. Dans le roman de Sheckley qui s'éloigne du domaine de la science-fiction, le héros est un homme ordinaire qui est confondu avec un espion d'une agence ultra-secrète et se trouve entraîné dans de folles aventures d'où il réchappe toujours par chance. Il doit notamment, comme dans le film, aider un agent communiste à passer à l'ouest.
Le projet de film est annoncé en mars 1979 avec des acteurs pris en dehors de l'écurie Disney. Pour le besoin de la production, le studio fait appel à des véhicules de prestige dont 7 Porsche 911 Carrera, 2 Porsche 935 et quatre Sterling modifiée pour devenir la voiture de Condorman. Arnold ajoute un hydroglisseur, un Yacht Abati utilisé par Morovitch et plusieurs petits bateaux à moteur.

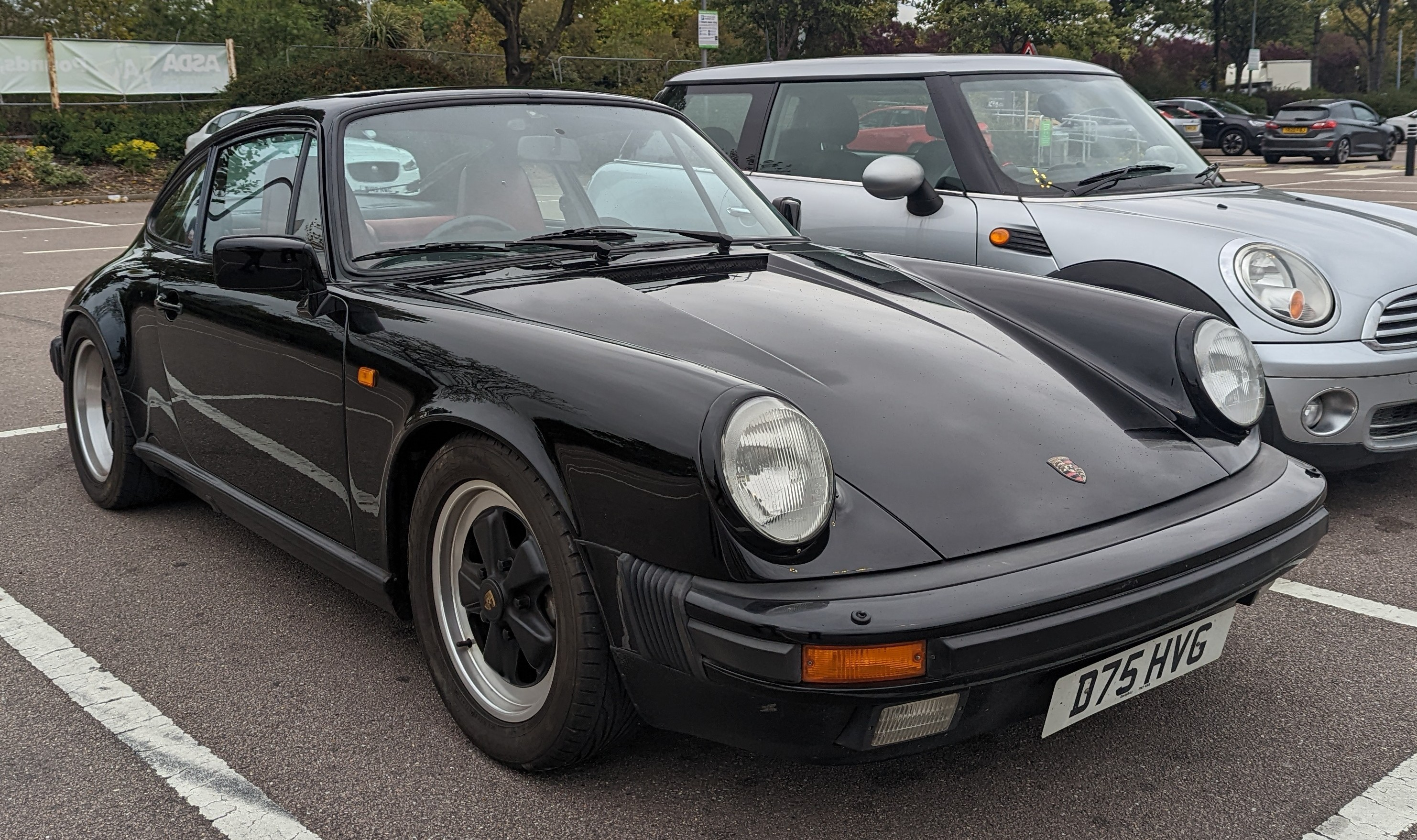
Porsche 911 de 1987, sans aileron
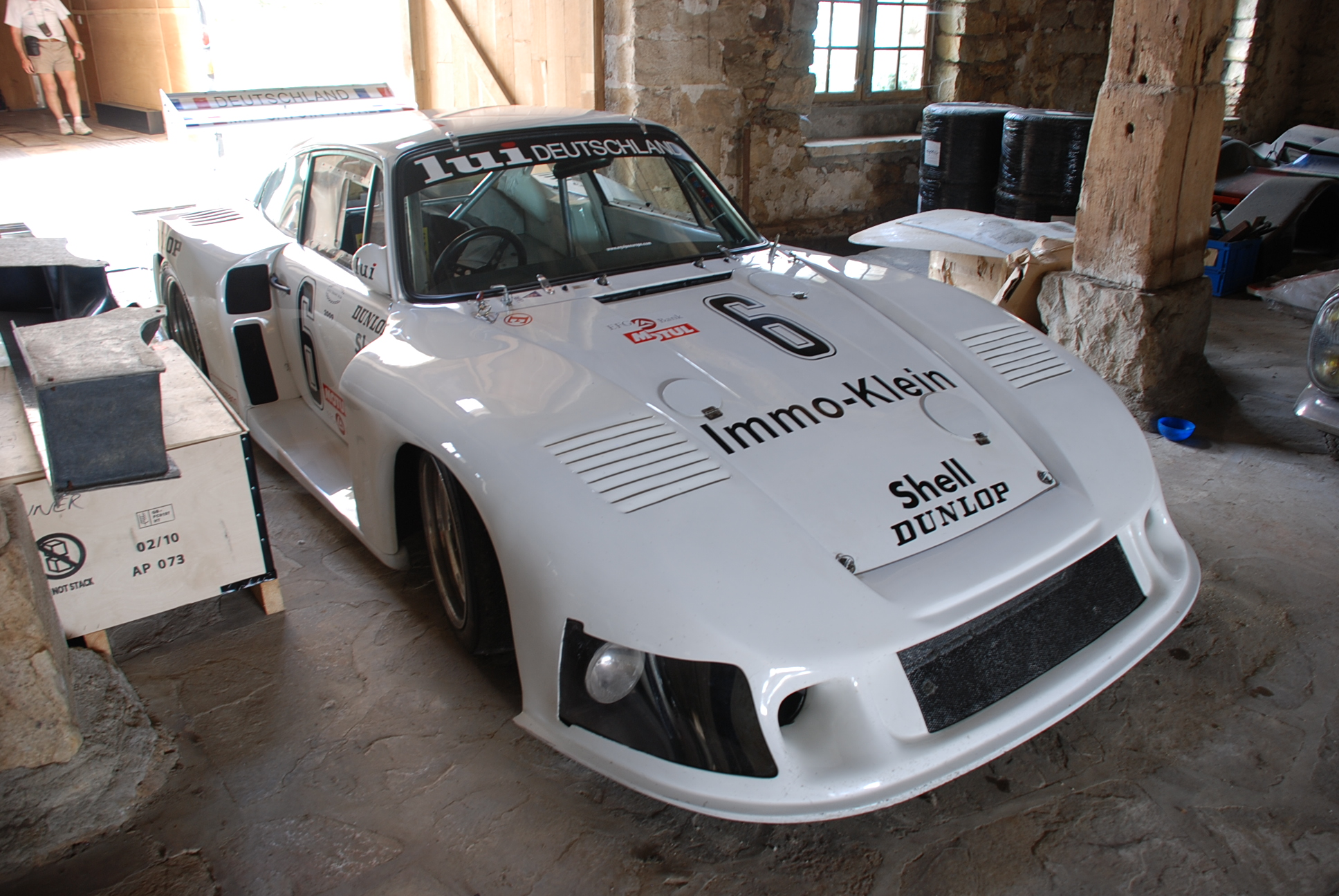
Porsche 935 blanche de 1981, classée Groupe 5.
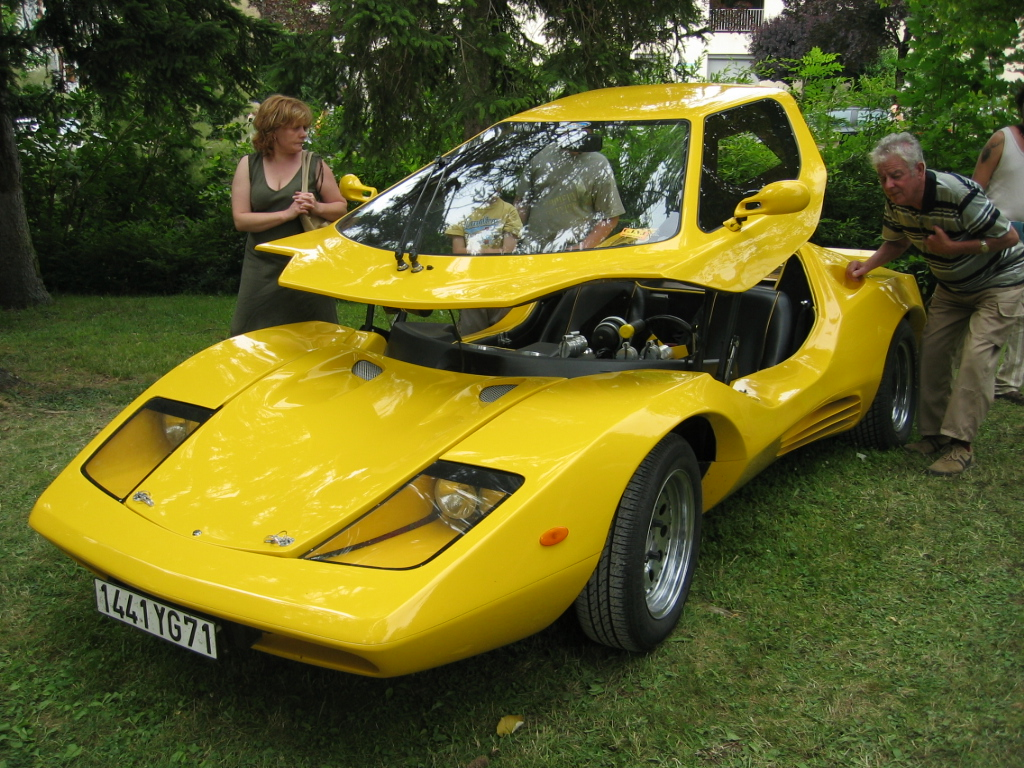
Une Sterling jaune.

Parmi les acteurs, plusieurs ont tourné dans les films de la série La Panthère rose mais aussi Le Crépuscule des aigles (1966), L'or se barre (1969), French Connection 2 (1975) et Bobby Deerfield (1977). L'acteur Michael Crawford, héro du film, a obtenu plus de succès avec sa participation à la pièce The Phantom of the Opera (1986) d'Andrew Lloyd Webber. 

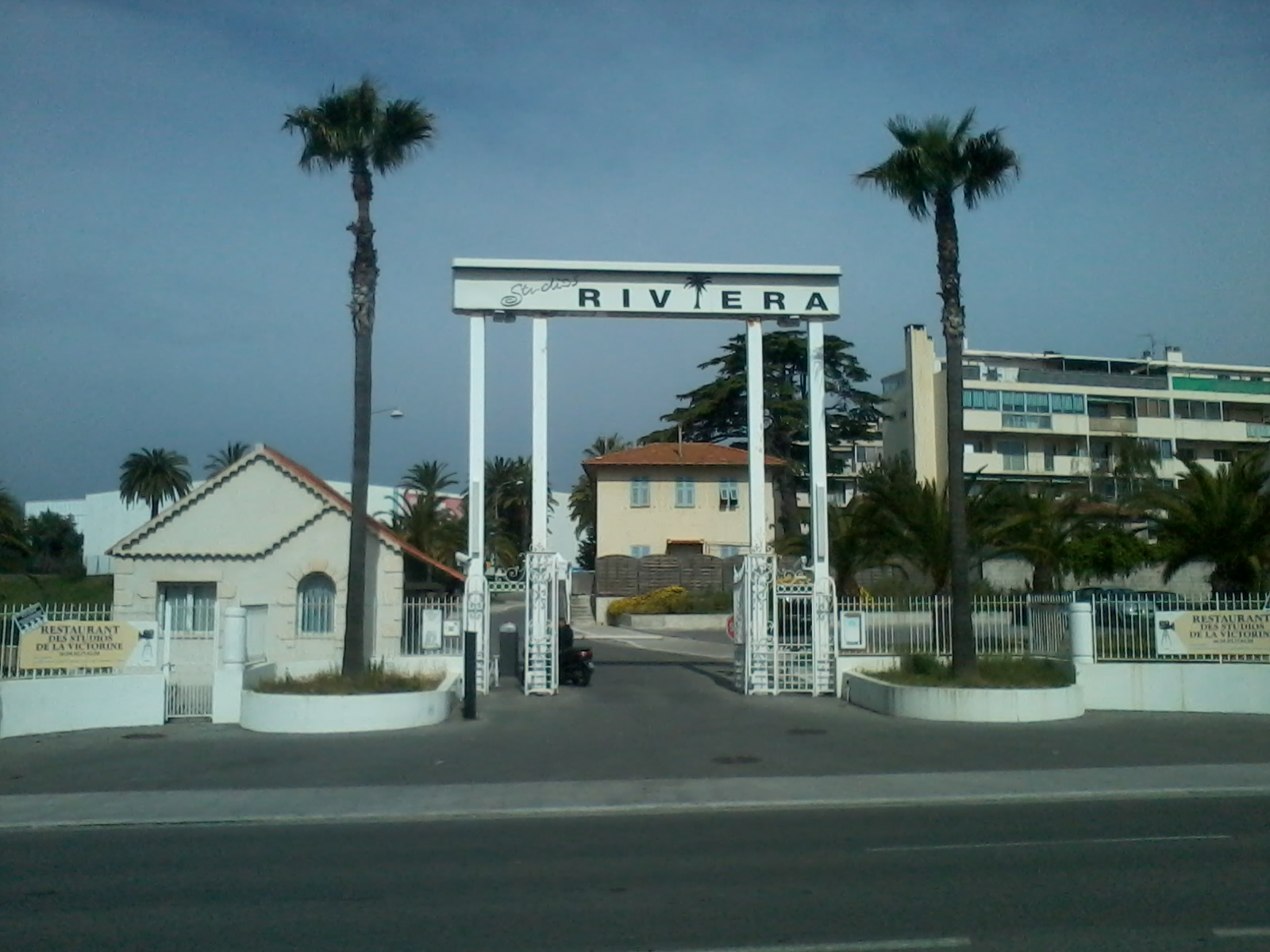
Studios de la Victorine à Nice.

Partiellement tourné à Nice aux studios de la Victorine, le film est proche de l'univers des James Bond : espions, tueurs, courses-poursuites, voyages, gadgets... Jean-Pierre Dionnet écrira d'ailleurs à l'époque dans Métal hurlant que Barbara Carrera, qui interprète Natalia, ferait une excellente James Bond girl, ce qui sera justement le cas en 1983 dans Jamais plus jamais aux côtés de Sean Connery. Le film est aussi tourné en Suisse et à Monaco. Le générique du film remercie plusieurs organismes et établissements : la Principauté de Monaco, le village de Zermatt, la ville de Paris, la Société des bains de mer de Monaco, le Casino de Monte-Carlo, l'Aéronavale française.
Le générique de début du film est une séquence avec une version animée du Condor survolant la ville de Paris avec le thème musical du film. Bien que le compositeur de la musique du film soit Henry Mancini, le célèbre auteur du thème de La Panthère rose, aucune bande originale ne fut éditée, ce qui était inhabituel pour une production Disney. Ceci fut corrigé en novembre 2012 avec la sortie de l'intégralité de la musique par Intrada, au sein de leur collaboration avec Disney.
Lorsque Woody idéalise le travail de son ami Harry pour la CIA, ce dernier rétorque que « tout le monde à la CIA ne ressemble pas à Robert Redford ». C'est une allusion au film Les Trois Jours du Condor (1975) dans lequel Robert Redford interprète un agent de la CIA dont le nom de code est « Le Condor ».

## Sortie et accueil
Afin d'assurer le succès en salles du films, le studio Disney a recours à la méthode du double programme et propose Condorman avec une ressortie du film Les Aristochats (1970). Pour la sortie du film, l'entreprise Disney utilise son arsenal complet allant des adaptations en bandes dessinées aux promotions chez Baskin-Robbins. En France, le film a fait l'objet d'une novélisation par Joe Claro en 1981  (ISBN 0-590-72157-7). Le roman est illustré de 21 photographies noir et blanc et 3 photographies couleur.
Mais la promotion n'a servi à rien et à l'instar des autres productions de l'époque, le film est une déception. Disney s'attendait à reproduire le succès de la Panthère rose, d'où la participation de Mancini. Le succès au box-office fut mitigé. Dans le New York Times du 31 août 1981, John Corry décrit Condorman ainsi : « [C'est] un film d'espionnage qui emprunte un peu à Superman, beaucoup à James Bond, et est destiné à toute la famille. Il est chaste et inoffensif, et offre de nombreux paysages magnifiques et de beaux costumes. ».
En France, le film a néanmoins dépassé le million d'entrées (1 048 130), se classant 41e au Box-office France 1981.
Pour Mark Arnold, le film n'est-pas si mal mais il n'a pas eu le résultat financier escompté à sa sortie en salle ce qui a terni un peu plus l'image de la société Disney. Il ajoute que le studio Disney n'a plus qu'à faire mieux avec sa production suivante Tron (1982).

## Dans la culture populaire
En 2009, après l'achat de Marvel Comics par Disney, l'éditeur Stephen Wacker a demandé à faire de Condorman un personnage de l'écurie Marvel.
La première scène du film Kick-Ass (2010) est un clin d'œil à Condorman. Alors que dans Condorman le héros se jette du haut de la tour Eiffel, dans ce film, l'apprenti super-héros se jette du haut d'un gratte-ciel.
Dans le court métrage Mini Buzz (2011) dans l'univers de Toy Story, une figurine Condorman apparaît dans un groupe de poupées exclues des jouets de menus pour enfants.